# Jovanovac (Merošina)
Pour les articles homonymes, voir Jovanovac.
Jovanovac (en serbe cyrillique : Јовановац) est un village de Serbie situé dans la municipalité de Merošina, district de Nišava. Au recensement de 2011, il comptait 489 habitants.

## Démographie
| 1948 | 1953 | 1961 | 1971 | 1981 | 1991 | 2002 | 2011 |
| ---- | ---- | ---- | ---- | ---- | ---- | ---- | ---- |
| 663  | 688  | 670  | 698  | 662  | 617  | 513  | 489  |

|  |